# Proleb
Proleb [prɔˈle:p] ist eine Gemeinde im Gerichtsbezirk bzw. Bezirk Leoben (Bundesland Steiermark, Österreich) mit 1569 Einwohnern (Stand 1. Jänner 2024) und einer Fläche von 24,52 km².

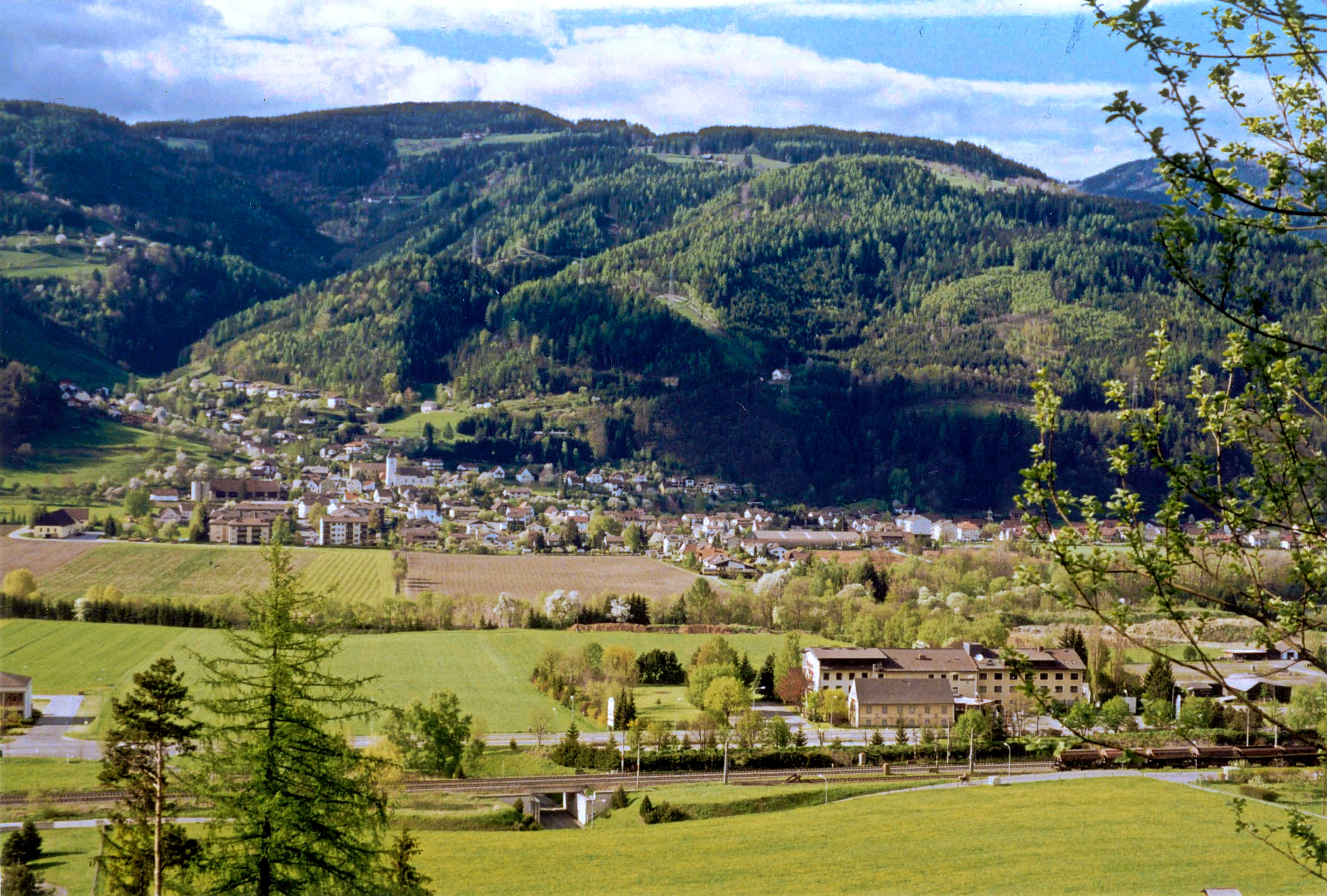
Proleb von Süden.

## Geografie

### Lage
Das Gemeindegebiet umfasst das nördliche Obere Murtal zwischen Leoben und Sankt Dionysen mit den Tälern der Bäche Prentgrabenbach, Prolebbach und Kletschbach. Die Mur bildet die Südgrenze und fließt in 500 Meter Seehöhe. Von dieser steigt das Land größtenteils bewaldet auf über 1400 Meter im Kletschbachkogel an.
Die Fläche beträgt knapp 25 Quadratkilometer. Davon sind drei Viertel bewaldet und 17 Prozent sind landwirtschaftliche Nutzfläche.

### Gemeindegliederung
Das Gemeindegebiet umfasst folgende vier Ortschaften (in Klammern Einwohnerzahl Stand 1. Jänner 2024):
- Kletschach (71)
- Köllach (388)
- Prentgraben (37)
- Proleb (1073)

Die Gemeinde besteht aus den Katastralgemeinden Kletschach, Köllach, Prentgraben und Proleb.
Proleb gehört zur LEADER-Region Steirische Eisenstraße und zu der 18. Nov. 2009 gegründeten Regionext-Kleinregion Murtal um Leoben. Anlässlich der Gemeindestrukturreform der Steiermark 2010–2015 führte Proleb Fusionsgespräche mit Niklasdorf, bleibt aber als Gemeinde eigenständig.

### Nachbargemeinden
| Trofaiach | Tragöß-Sankt Katharein (BM)                 | Picheldorf (BM)       |
| Leoben    | Kompassrose, die auf Nachbargemeinden zeigt | Bruck an der Mur (BM) |
|           | Niklasdorf                                  |                       |

## Geschichte
Das zur Provinz Noricum gehörende Gebiet um Proleb war bereits zur Römerzeit besiedelt.
In der Mitte des 8. Jahrhunderts konnte das mongolische Reitervolk der Awaren von der slawischen Bevölkerung mit Hilfe der Bayern zurückgeworfen werden. In dieser Zeit entstand die erste Kapelle auf dem Veitsberg.
Urkundlich erwähnt wurde der Name „Proleb“ erstmals im 12. Jahrhundert. Das Gebiet umfasste die heutigen Katastralgemeinden Kletschach, Köllach, Prentgraben und Proleb und wurde von der Burg St. Veit am Veitsberg beherrscht. Diese wurde erstmals 1187 erwähnt. In der Folge wechselten die Besitzer über die Stiftsherrschaft Göß, die Radmeister-Kommunität und andere mehrfach.
Im Jahr 1813 wurden die Pfarrsprengel St. Veit und Proleb geteilt. Am Ende des 19. Jahrhunderts war neben der Landwirtschaft der Kohlebergbau ein wichtiger Wirtschaftszweig. Die Arbeiter wohnten überwiegend in der Siedlung Nuchtenschacht. Der Ortsname Köllach deutet auf die Wohnsiedlung der Köhler hin. In der Folge des Kohlebbaus entstanden schwere Schäden an Pfarrhof und Kirche St. Veit, so dass diese 1903 gesprengt werden musste. In der Folge übernahm die Tochterkirche Proleb die Seelsorgetätigkeiten.
Nach dem Zweiten Weltkrieg nahm die Einwohnerzahl auf rund 900 Menschen ab. Durch die günstige Lage und die Nähe zu Leoben wächst seither die Bevölkerungszahl.

## Bevölkerung

### Einwohner nach Altersgruppen
Die Bevölkerung von Proleb setzt sich aus 842 Frauen (52,79 %) und 753 Männern (47,21 %) zusammen, daraus resultiert ein Überschuss von 89 weiblichen Einwohnern (Stand 2021).
| Bevölkerung nach Altersgruppen (in Jahren) Quelle: Statistik Austria (Stand: 2021) | Bevölkerung nach Altersgruppen (in Jahren) Quelle: Statistik Austria (Stand: 2021) | Bevölkerung nach Altersgruppen (in Jahren) Quelle: Statistik Austria (Stand: 2021) | Bevölkerung nach Altersgruppen (in Jahren) Quelle: Statistik Austria (Stand: 2021) | Bevölkerung nach Altersgruppen (in Jahren) Quelle: Statistik Austria (Stand: 2021) |
| Wohnbevölkerung                                                                    | Gesamt                                                                             | Männer                                                                             | Frauen                                                                             | in %                                                                               |
| ---------------------------------------------------------------------------------- | ---------------------------------------------------------------------------------- | ---------------------------------------------------------------------------------- | ---------------------------------------------------------------------------------- | ---------------------------------------------------------------------------------- |
| 0 bis 14 Jahre                                                                     | 213                                                                                | 105                                                                                | 108                                                                                | 13,35                                                                              |
| 15 bis 64                                                                          | 982                                                                                | 479                                                                                | 503                                                                                | 61,57                                                                              |
| 65 und älter                                                                       | 400                                                                                | 169                                                                                | 231                                                                                | 25,08                                                                              |

## Kultur und Sehenswürdigkeiten

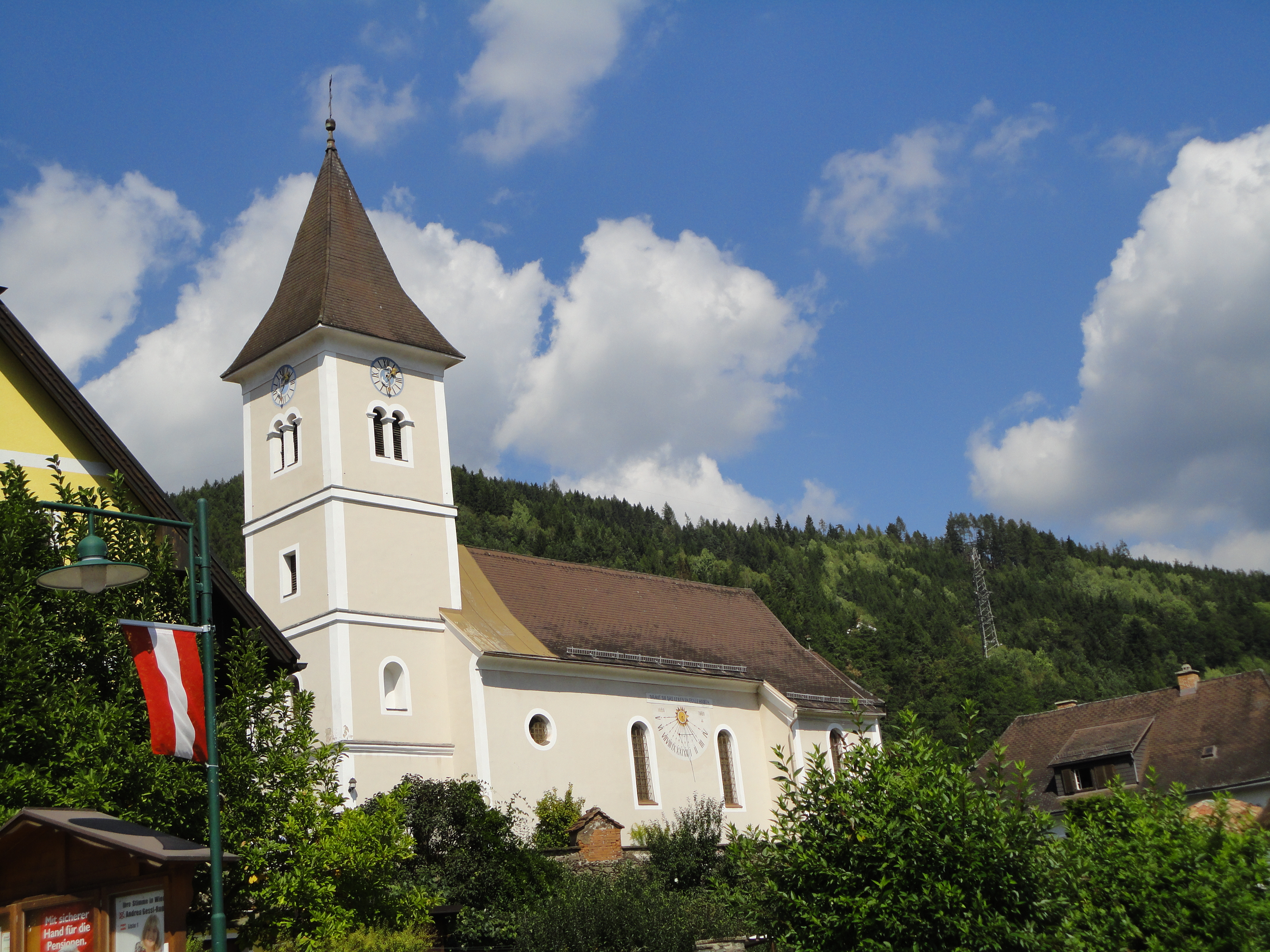
Pfarrkirche Proleb

- Katholische Pfarrkirche Proleb hl. Martin

## Wirtschaft und Infrastruktur

### Wirtschaftssektoren
Von den 42 landwirtschaftlichen Betrieben des Jahres 2010 wurden zwanzig im Haupt-, siebzehn im Nebenerwerb, eine von einer Personengemeinschaft und vier von juristischen Personen geführt. Im Produktionssektor arbeiteten 90 der 94 Erwerbstätigen im Bereich Herstellung von Waren. Der größte Arbeitgeber im Dienstleistungssektor war mit 244 Mitarbeitern der Bereich freiberufliche Dienstleistungen.
| Wirtschaftssektor            | Anzahl Betriebe | Anzahl Betriebe | Anzahl Betriebe | Erwerbstätige | Erwerbstätige | Erwerbstätige |
| Wirtschaftssektor            | 2021            | 2011            | 2001            | 2021          | 2011          | 2001          |
| ---------------------------- | --------------- | --------------- | --------------- | ------------- | ------------- | ------------- |
| Land- und Forstwirtschaft 1) | 33              | 42              | 45              | 42            | 38            | 25            |
| Produktion                   | 9               | 10              | 5               | 27            | 94            | 77            |
| Dienstleistung               | 66              | 51              | 28              | 148           | 321           | 129           |

1) Betriebe mit Fläche in den Jahren 2010 und 1999, Arbeitsstätten im Jahr 2021
| Im Jahr 2011 lebten 748 Erwerbstätige in Proleb. Davon arbeiteten 116 in der Gemeinde, mehr als achtzig Prozent pendelten aus. Von auswärts kamen 337 Menschen zur Arbeit nach Proleb. Dabei fällt der hohe Anteil von Einpendlern aus anderen Bundesländern auf. - Eisenbahn: Südlich der Mur verläuft die Bahnlinie von Bruck nach Leoben. Der nächste Bahnhof Niklasdorf ist zwei Kilometer entfernt. - Straße: Die Semmering Schnellstraße S6 verläuft südlich der Mur mit der nächsten Auffahrt Leoben Ost knapp an der Gemeindegrenze. | Hier fehlt eine Grafik, die leider im Moment aus technischen Gründen nicht angezeigt werden kann. Wir arbeiten daran! |

## Politik

### Gemeinderat
| Der Gemeinderat hat 15 Mitglieder. - Mit den Gemeinderatswahlen in der Steiermark 2000 hatte der Gemeinderat folgende Verteilung: 11 SPÖ, 3 ÖVP und 1 FPÖ. - Mit den Gemeinderatswahlen in der Steiermark 2005 hatte der Gemeinderat folgende Verteilung: 10 SPÖ und 5 ÖVP. - Mit den Gemeinderatswahlen in der Steiermark 2010 hatte der Gemeinderat folgende Verteilung: 9 SPÖ, 5 ÖVP und 1 FPÖ. - Mit den Gemeinderatswahlen in der Steiermark 2015 hatte der Gemeinderat folgende Verteilung: 9 SPÖ, 4 ÖVP und 2 FPÖ. - Mit den Gemeinderatswahlen in der Steiermark 2020 hatte der Gemeinderat folgende Verteilung: 10 SPÖ, 4 ÖVP und 1 FPÖ. - Mit den Gemeinderatswahlen in der Steiermark 2025 hat der Gemeinderat folgende Verteilung: 10 SPÖ, 3 ÖVP und 2 FPÖ. | Hier fehlt eine Grafik, die leider im Moment aus technischen Gründen nicht angezeigt werden kann. Wir arbeiten daran! |

### Bürgermeister
- 1975–2003: Erich Willhuber (SPÖ)
- 2003–2024: Werner Scheer (SPÖ)
- seit 2024: Christian Steiner (SPÖ)[18][19]

### Wappen
Der Gemeinde wurde 1979 folgendes Wappen verliehen:
Im roten Schild eine goldene Scheibe mit einer schwarz gezeichneten Rosette von zwei 45 Grad geneigten, durch den Mittelpunkt der Scheibe gehenden, vor dem Scheibenrand endenden Geraden, an deren Endpunkten radial angeordnet sieben gleichschenkelige ausgefüllte Dreiecke stehen; umschlossen wird dies von Kreisbögen gleichen Zirkelschlags wie die Scheibe; die Kreisbögen gehen durch den Mittelpunkt der Scheibe und haben ihre Mittelpunkte an den Enden der gedachten waagrechten und senkrechten Achse; in den waagrecht und senkrecht sich öffnenden Feldern ist dem Scheibenrand je eine kreisbogenförmige Zahnleiste von je sechs nach innen gerichteten ausgefüllten Dreiecken angenähert, die innen von je einem Kreisbogen mit zwei halben und einem ganzen eingerundeten Dorn begleitet werden, wovon der mittlere Dorn dem Mittelpunkt der Scheibe näher liegt, so daß als Umspringbild vier goldene Herzen erscheinen, die mit ihren Spitzen auf den Mittelpunkt der Scheibe weisen.
Die Rosette erinnert an die gesprengte Kirche in St. Veit am Veitsberg.